# Carrière de Lengenbach
La carrière de Lengenbach est située dans la vallée de Binn (hameau de Fäld, commune de Binn, canton du Valais en Suisse) et est célèbre dans la communauté minéralogique pour ses spécimens minéraux inhabituels de la famille des sulfosels.
Le gisement de dolomite du Trias de la carrière se trouve dans la vallée de Binn, une petite vallée du sud de la Suisse dans le canton suisse du Valais. Au sud se trouve l'Italie.

## Minéralogie

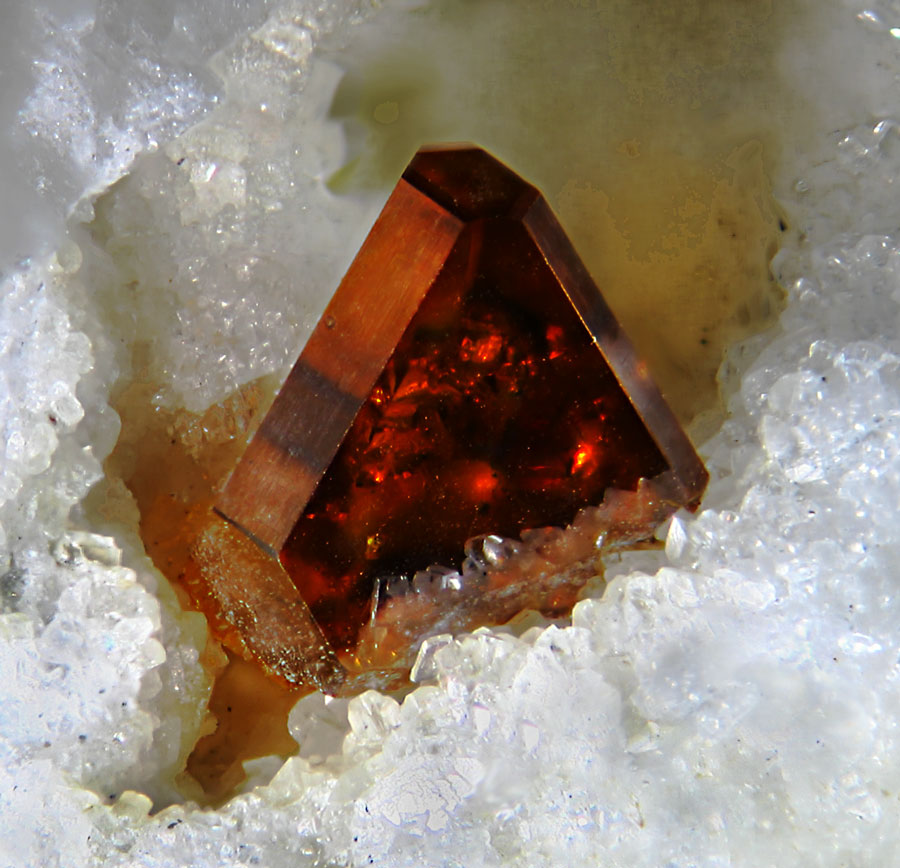
Cristal de sphalérite sur de la dolomite, Lengenbach

La minéralogie a été étudiée depuis presque 200 ans. La carrière de Lengenbach est la localité type de 51 minéraux (en 2024). La lengenbachite est un minéral sulfosel nommé d’après cette carrière, où il a été découvert.